# Róbert Elek
Róbert Elek (n. 13 iunie 1988, Târgu Secuiesc, Covasna, România) este un fotbalist român, care joacă pe post de atacant la SR Brașov în Liga a III-a.